# One Piece: World Seeker
One Piece: World Seeker (jap. ワンピース: ワールドシーカー Wanpīsu: Wārudoshīkā) – przygodowa gra akcji oparta na mandze One Piece. Pierwsza gra wideo oparta na tej marce, która zawiera otwarty świat. Gra ukazała się 15 marca 2019 na platformy PlayStation 4, Xbox One i Microsoft Windows. Pojawiły się w niej postacie znane z mangi, takie jak członkowie załogi Słomkowych, Tashigi, Smoker, Sabo, Rob Lucci, Crocodile, Sakazuki, Kuzan, Borsalino, Isshou, a także Ichiji, Niji i Yonji z organizacji Germa 66.
Pracę nad grą nadzorowali producent anime Hiroki Koyama z Toei Animation, nadzorcy mediów Suguru Sugita i Yuji Suzuki z wydawnictwa Shueisha, a także producent gier Kōji Nakajima z Bandai Namco Entertainment.

## Rozgrywka
One Piece: World Seeker to przygodowa gra akcji, w której gracz wciela się w Monkey D. Luffy'ego i steruje postacią z perspektywy trzeciej osoby. Akcja gry ma miejsce na „Więziennej Wyspie”, gdzieś w Nowym Świecie. Gracz może się swobodnie poruszać w otwartym świecie.
Gra zawiera elementy skradania. Dzięki dominacji koloru obserwatora Luffy może widzieć wrogów przez ściany. W grze występują też techniki znane z mangi, takie jak gum-gumowa rakieta, która pozwala Luffy'emu na szybkie przemieszczanie się i gum-gumowa bazooka, dzięki której może pokonywać przeciwników.

## Produkcja
2 listopada 2017 ogłoszono pracę nad „bezprecedensową” grą pod tytułem roboczym Dawn. W grudniu 2017, podczas Jump Festa 2018, ujawniono oficjalny tytuł gry, a 18 grudnia 2017 opublikowano pierwszy zwiastun w serwisie YouTube.